# Фалоїдин
Фалоїдин належить до групи токсинів відомих під назвою фалотоксини, які містяться у деяких видах грибів роду Мухомор (Amanita), зокрема в  A.phalloides, з якого фалоїдин було вперше ізольовано. Від видової назви цього гриба, власне й походить назва сполуки. Це стійкий біциклічний гептапетид здатний спричинити смерть через кілька днів після ін'єкції до кровотоку.
Через здатність сполуки зв'язуватись з F-актином, похідні фалоїдину, що містять флюоресценті мітки, широко використовуються в мікроскопії з метою візуалізації F-актину в біохімічних дослідженнях.

## Відкриття та значення
Фалоїдин був першим з відкритих циклічних пептидів. Його виділили та кристалізували з мухомору зеленого Феодор Лінен та Ульрих Віланд у 1937. Аміноксилотну послідовновність фалоїдину було описано Віландом та Шеном у 1955 році з використанням методу розщеплення за Едманом.
Через високу афінність фалоїдину до актину, науковці використовують сполуку з метою фарбування для ефективної візуалізації актину в мікроскопії. З цією метою широко використовуються похідні фалоїдину зв'язані з флюорофорами. Такий метод фарбування є більш ефективним у порівнянні до методу з використанням актин-спеціфічних антитіл, через здатність фалоїдину до вибіркового зв'язування з філаментним актином (F-актин) а не з його мономерами (G-актин).

## Синтез

### Біосинтез
Ген, що кодує синтез фалоїдину є частиною родини MSDIN і кодує пропептид довжиною 34-39 амінокислотних залишків. Точну послідовність кроків та біохімічних процесів необхідних для утворення фалоїдину з пропетиду досі до кінця не визначено і не описано, проте вважається, що усі гени необхідні для біосинтезу сполуки знаходяться в кластері генів MSDIN.

### Хімічний синтез
Зважаючи на значне практичне значення фалоїдину та його похідних в наукових дослідженнях розроблено методи штучного синтезу цих сполук.
Нижче наведено загальну схему синтезу використану Андерсоном і співаторами у 2005 з метою синтезу ала7-фалоїдину [на схемі: ala7-phalloidin], який відрізняється від фалоїдину залишком 7 аміокислоти (див схему).

## Симптоми
Невдовзі після відкриття фалоїдину, вчені визначили, що його LD50 для мишей становить 2 мг/кг. Смерть піддослідних тварин наставала протягом кількох діб після ін'єкції мінімальної летальної дози. Єдиним очевидним проявом дії фалоїдину є нестримний голод. Це, ймовірно, пов'язано з тим, що основна маса фалоїдину абсорбується печінкою. Потрапивши до гепатоцитів фалоїдин зв'язується з F-актином унеможливлюючи його деполімеризацію. Через деякий час це призводить до загибелі клітин та некрозу печінки. Фалоїдин також може обсорбуватися клітинами нирок (у меншій мірі у порівнянні до гепатоцитів) спричиняючи нефроз.

## Дія
Фалоїдин зв'язується з F-актином, унеможливлюючи його деполімеризацію, відтак отруюючи клітину. Фалоїдин специфічно зв'язується з ділянками між субодиницями F-актину, прив'язуючи сусідні субодиниці. Фалоїдин зв'язується з філаментами актину з більшою силою ніж з мономерами. Це змінює значення константи дисоціації кінцевих субодиниць філаментів актину, що призводить до стабілізації філаментів та унеможливлює деполімеризацію.

## Використання в мікроскопії

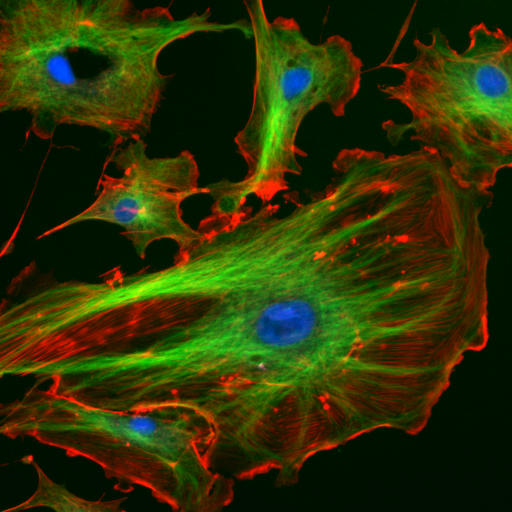
Флюоресцентний фалоїдин (червоний) показує філаменти актину в клітині ендотелію.

Властивості фалоїдину роблять його важливим засобом у вивченні розподілу F-актину в клітинах шляхом маркування молекул фалоїдину флюоресцентними маркерами і використання отриманої сполуки з метою фарбування філаментів актину для цілей світлової мікроскопії. Флюоресцентні похідні актину стали надзвичайно важливими для локалізації філаментів актину як у живих та і у фіксованих клітинах, а також для візуалізації актину in vitro.